# Múscul semimembranós
El múscul semimembranós (musculus semimembranosus) és un dels músculs de la cuixa, el més intern o medial dels músculs de la part posterior de la cuixa. S'origina en la tuberositat isquiàtica i acaba en un fort tendó a la superfície posterior de la tíbia. És un dels músculs isquiotibials, com ho són el bíceps crural o femoral i el semitendinós. Per la seva acció la cama es flexiona en direcció de la natja del mateix costat i el maluc s'estén en aquesta mateixa direcció.

## Insercions
El múscul semimembranós rep el seu nom per raó del tendó del seu origen que té aspecte membranós i que se situa a la part de darrere i medial de la cuixa. Aquest tendó és gruixut i part de la impressió superior i externa de la tuberositat isquiàtica, just per dalt i per fora l'origen del bíceps crural i el semitendinós.
El tendó, d'origen, s'expandeix fins a formar una aponeurosi que cobreix la porció anterior de la superfície superior del múscul. D'aquesta aponerurosi parteixen fibres musculars que convergeixen en una altra aponeurosi que acaba cobrint la porció posterior de la superfície inferior del múscul i que es contreu formant el tendó d'inserció del múscul. El múscul semimembranós acaba en una ranura horitzontal a la part posterior del còndil intern de la tíbia.
Del tendó d'inserció del semimembranós procedeixen fibres expansives. Una fibra, que és força gran, es dirigeix cap amunt i cap a fora fins a inserir-se en la part posterior del còndil extern del fèmur, tot formant part del lligament popliti oblic de l'articulació del genoll. Una segona expansió fibrosa parteix del tendó del semimembranós i continua cap avall i cap a la fàscia que recobreix el múscul popliti. Hi ha també fibres que s'uneixen amb el lligament col·lateral de la tíbia, mentre que altres arriben fins a les aponeurosis superiors de la cama.

## Innervació i irrigació
En el seu trajecte, el múscul semimembranós cobreix la part superior dels vasos popliti. La irrigació sanguínia del semimembranós ve donada mitjançant branques de l'artèria glútia inferior, branca de l'artèria ilíaca interna i branques de l'artèria femoral profunda.
La innervació la dona la part tibial del nervi ciàtic, també anomenat isquiàtic, el nervi més llarg del cos humà, que prové del plexe lumbar i sacre.

## Acció
La contracció del múscul semimembranós estén el maluc en direcció cap a l'esquena. Els músculs bíceps crural, el semitendinós, l'adductor major de la cuixa i el gluti major contribueixen amb aquesta acció. En un moviment similar, el semimembranós flexiona el genoll, és a dir, el situa sobre la cama en direcció a la natja. També contribueix a la rotació medial o interna del genoll. Els músculs piramidal de l'abdomen (psoas major), psoes menor i el sartori són antagonistes de les funcions del semimembranós quan aquest estén maluc. Per la seva banda el quàdriceps és antagonista del semimembranós quan aquest flexiona el genoll.

## Galeria d'imatges

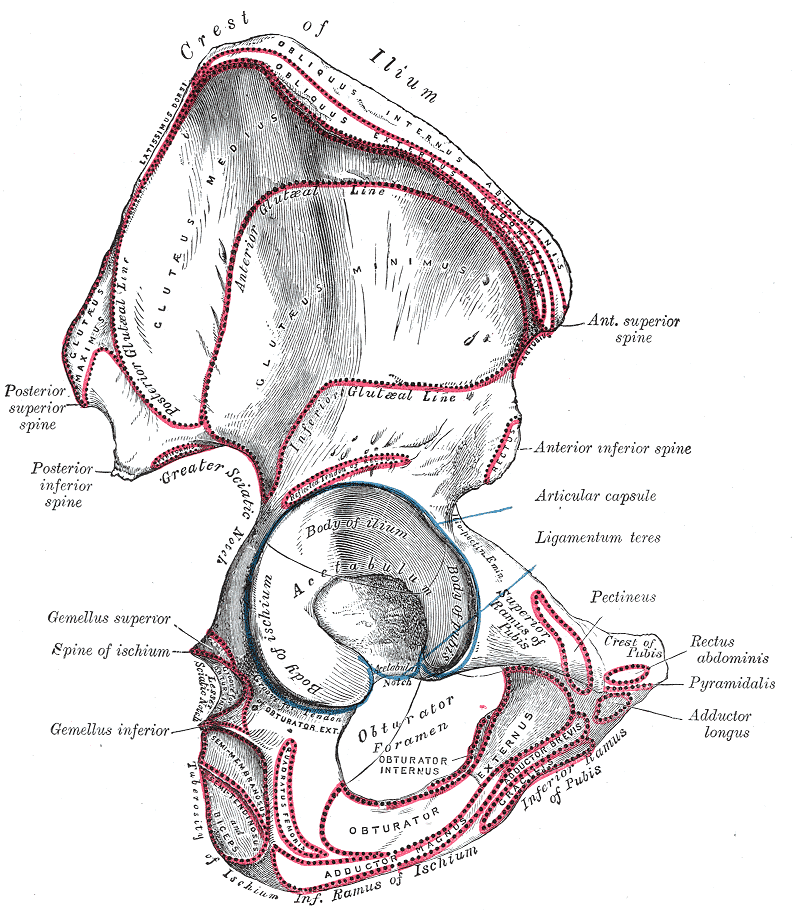
Ossos del maluc dret. Superfície externa.
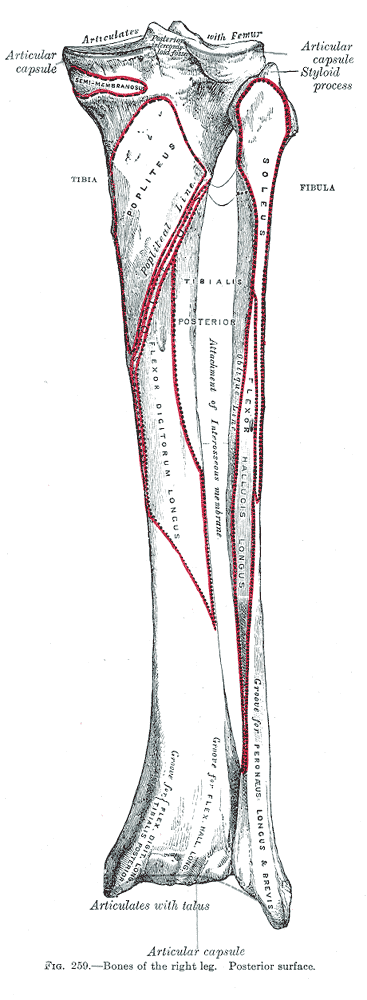
Ossos de la cama dreta. Superfície posterior.
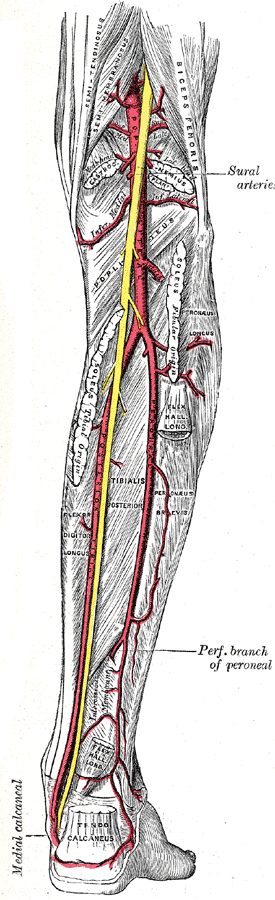
Artèries poplítia, tibial posterior i peroneal.
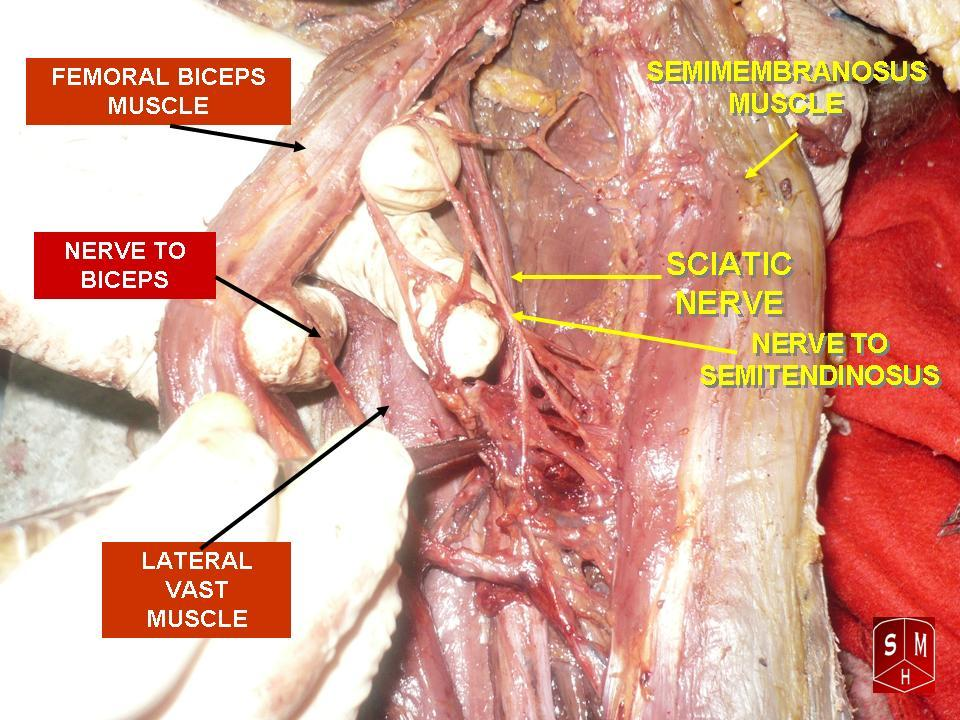
Músculs bíceps crural i semimembranós
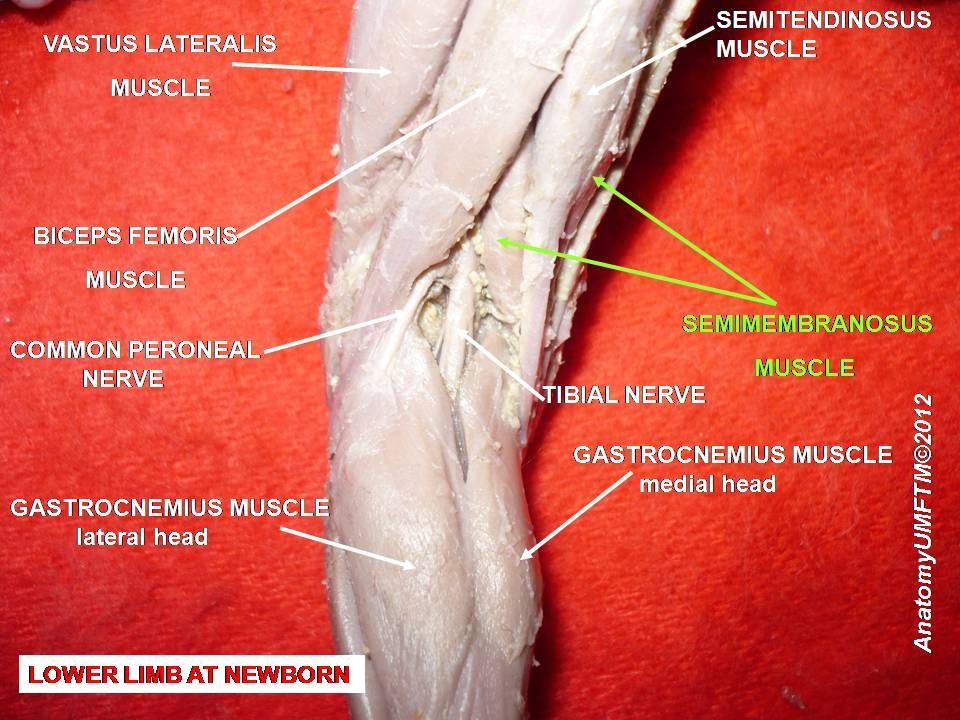
Múscul semimembranós
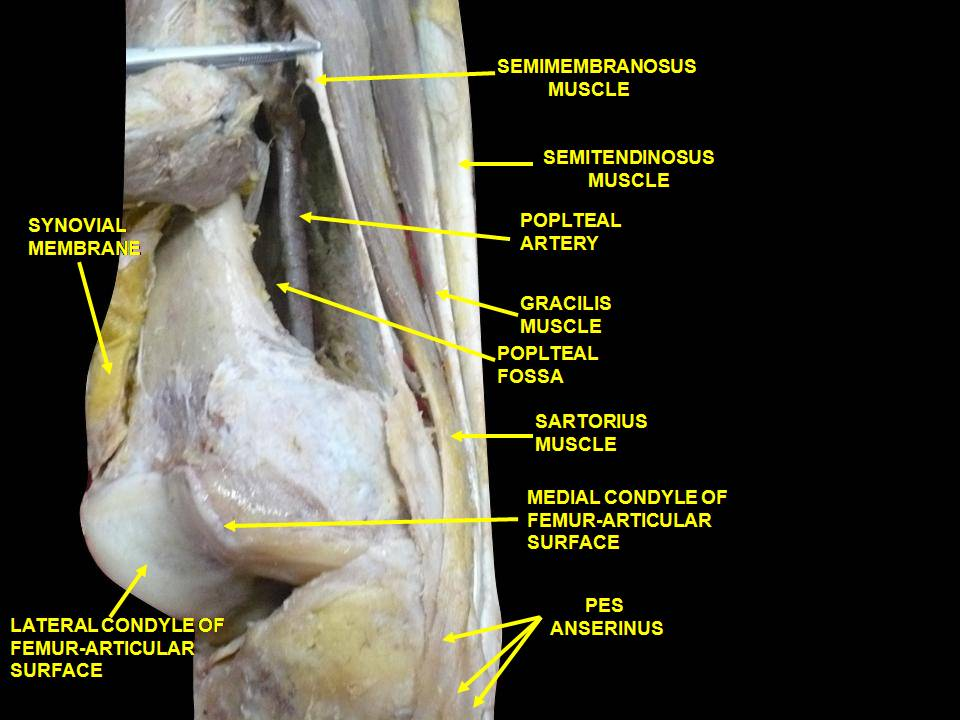
Músculs de la cuixa. Vista lateral.
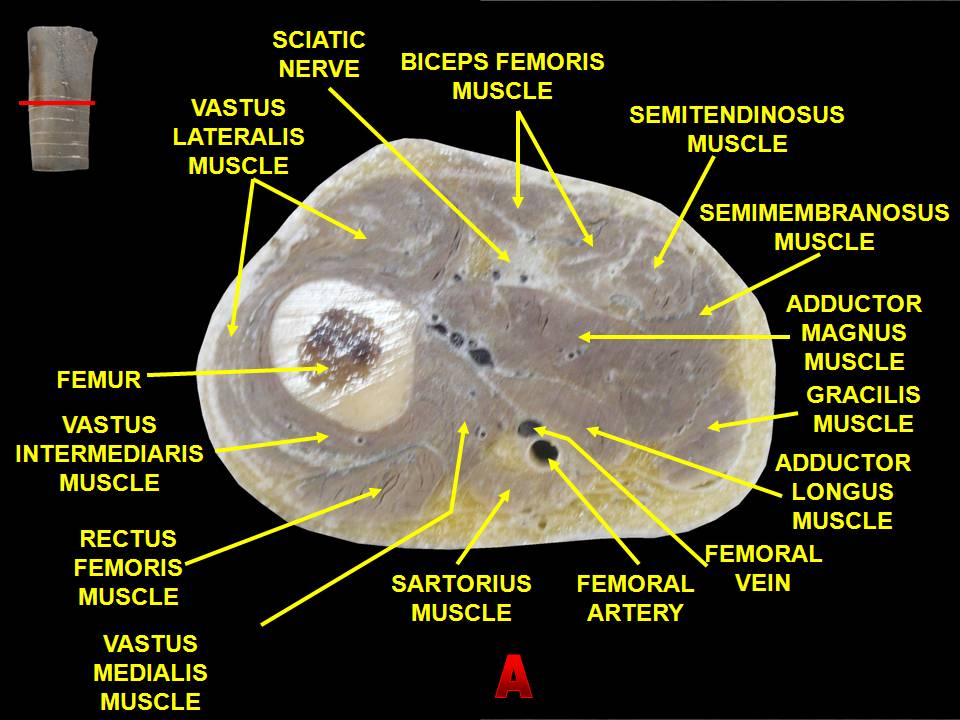
Músculs de la cuixa. Secció transversal.
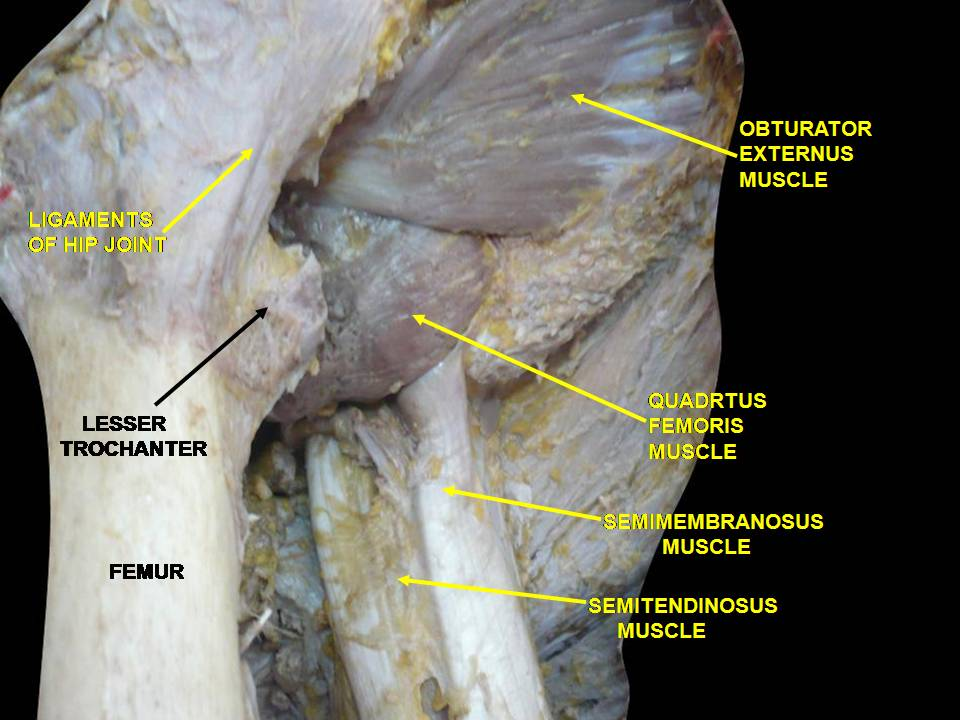
Músculs de la cuixa. Vista anterior.